# Macrogomphus abnormis
Macrogomphus abnormis är en trollsländeart som beskrevs av Selys 1884. Macrogomphus abnormis ingår i släktet Macrogomphus och familjen flodtrollsländor. Inga underarter finns listade i Catalogue of Life.